# Гааг-ін-Обербаєрн
Гааг-ін-Обербаєрн (нім. Haag in Oberbayern) — громада в Німеччині, розташована в землі Баварія. Підпорядковується адміністративному округу Верхня Баварія. Входить до складу району Мюльдорф.
Площа — 20,43 км2. Населення становить 6505 ос. (станом на 31 грудня 2020).